# Kaiserin Auguste Victoria (schip, 1906)
De Kaiserin Auguste Victoria later "Empress of Scotland" was een oceaanstomer van de Hamburg-Amerika Linie en voer op de lijn Hamburg - New York. Het schip zou aanvankelijk "Europa" heten, naast het zusterschip "Amerika", maar de keizerin, die deelnam aan de tewaterlating, stemde in met de naam Kaiserin Auguste Victoria. Het schip was aanvankelijk het grootste schip ter wereld, maar verloor die positie met de bouw van de Lusitania al in 1907.
Het interieur was gedecoreerd door de Franse architect Charles Mewès.

## Geschiedenis
Het schip was gedurende 8 jaar actief, tot de Eerste Wereldoorlog uitbrak in 1914 en het werkeloos aan de kade van Hamburg lag. Door de oorlogscompensatie die Duitsland moest betalen, werd het schip in 1919 overgedragen aan het Verenigd Koninkrijk. Het schip werd gebruikt door de US Shipping Board om Amerikaans troepen terug naar de Verenigde Staten te brengen. In 1920 werd het schip eigendom van de  Cunard Line en gebruikt op de lijn Liverpool - New York. Op 13 maart 1921 wisselde het schip van eigenaar, namelijk van de Canadian Pacific Railroad Company, en werd het herdoopt in  "Empress of Scotland". Het schip werd ondertussen zwaar verbouwd, onder andere door een oliebrander als aandrijving aan te brengen. De verbouwingen hadden  invloed op het gewicht en het aantal passagiers. Na enkele charters voer het schip toen op de lijn Southampton-Cherbourg-Quebec.
Na een kleine aanvaring in 1923 met de SS Bonus te Hamburg was het schip slechts kort uit de running. Met de toevoeging van een toeristenklasse in 1927 begon een neerwaartse spiraal en werd het schip verliesgevend. Daarom werd het op 2 december 1930 verkocht aan Hughes, Bocklow & Co., te Blyth voor £ 43.000 om te worden gesloopt. Men verkocht de inboedel en stelde het schip open voor publiek. Tijdens die publieksdagen, op 10 december 1930, brak er brand uit op het schip. Men liet het zinken tot het op de bodem stond, waarna het nog half boven water uitstekend nog vier dagen brandde.  Op 15 december begon  de afbraak, tot men het eind februari 1931 weer drijvend kon maken. Men poogde het naar het getijdendok te slepen, maar het schip brak. Beide delen werden uiteindelijk ontmanteld.